# Поливное (Карагандинская область)
Поливное (каз. Поливное) — село в Абайском районе Карагандинской области Казахстана. Входит в состав Карагандинского сельского округа. Код КАТО — 353259700.

## Население
В 1999 году население села составляло 220 человек (112 мужчин и 108 женщин). По данным переписи 2009 года, в селе проживало 86 человек (50 мужчин и 36 женщин).